# Kreditvermittlung
Kreditvermittlung (oder Darlehensvermittlung) ist die gewerbliche Vermittlung von Krediten an (künftige) Kreditnehmer. Kreditvermittlung unterliegt in vielen Ländern rechtlichen Regulierungen, insbesondere wenn der Kreditnehmer Verbraucher ist.

## Allgemeines

### Kreditvermittler
Kreditvermittlung wird durch Kreditvermittler durchgeführt. Diese können neben der Zulassung als Kreditvermittler nach § 34c GewO auch eine Zulassung als Makler oder Versicherungsvertreter haben. Angestellte Mitarbeiter von Kreditinstituten oder anderen Finanzvermittlern handeln als Erfüllungsgehilfe ihres Arbeitgebers gemäß § 278 BGB. Dieser wiederum benötigt selbst eine eigene Erlaubnis nach § 34c GewO.
Daneben bestehen im Internet spezialisierte Plattformen zur Kreditvermittlung. Diese speichern die Konditionen der angeschlossenen Banken (insbesondere von Direktbanken) für standardisierte Darlehen. Der Kunde erhält eine Konditionsübersicht der für ihn möglichen Darlehensangebote und kann sich für einen Anbieter seiner Wahl entscheiden.
Ein drittes Feld von Kreditvermittler stellt das sogenannte „Social lending“ dar. Spezialisierte Anbieter versuchen Geldanleger und Kreditsuchende ohne Einschaltung einer Bank zusammenzubringen. Hier besteht allerdings das Problem, dass oftmals für den einzelnen Kapitalgeber nicht die Möglichkeit besteht, sich über die Solvenz des Kreditsuchenden umfassend zu informieren. Hauptartikel: Peer-to-Peer-Kredit.
Die Zulassung als Kreditvermittler ist in verschiedenen Ländern gesetzlich geregelt. Zulassungsvoraussetzungen können nach Sachkundenachweise, das Vorliegen einer Haftpflichtversicherung, die bisherige Straffreiheit oder die Mitgliedschaft in Verbänden sein.

### Kreditvermittlungsvertrag
Der Kreditvermittlungsvertrag (oder Darlehensvermittlungsvertrag) regelt die Rechte und Pflichten von Kreditvermittler und Kunde. Regelungsbereiche können u. a. sein:
- Definition des zu vermittelnden Kredites
- Regelung der Provisionsansprüche des Vermittlers
- Zeitliche Befristung und Exklusivität der Vermittlers
- Weitere Regelungen, wie Datenschutz u. ä.

In vielen Ländern bestehen bezüglich des Kreditvermittlungsvertrages Formvorschriften, Regelungen über Mindestinhalte und Begrenzungen der Vertragsfreiheit durch gesetzliche Vorgaben.

### Kreditvermittlungsprovision
Die Kreditvermittlungsprovision (oder Darlehensvermittlungsprovision) stellt das Entgelt des Vermittlers für seine Vermittlungsleistung dar. Zahlungsverpflichtet kann der Darlehensgeber und/oder der Kreditnehmer sein. Die Provision wird typischerweise als Einmalzahlung bei Zustandekommen des Kredites gezahlt. Auch eine ratierliche Zahlung der Provision während der Kreditlaufzeit ist möglich, aber sehr unüblich. Sofern im jeweiligen Land rechtlich zulässig, können auch erfolgsunabhängige Vermittlungprovisionen vereinbart werden. In vielen Ländern ist dies jedoch rechtlich untersagt.

### EU-Richtlinie
Die Europäische Union hat den rechtlichen Rahmen für Darlehensvermittlungen an Verbraucher in der Verbraucherkreditrichtlinie 2008/48/EG vom 23. April 2008 geregelt.

## Kreditvermittlung in Deutschland

### Rechtsgrundlagen
Zunächst bedarf die Tätigkeit als Kreditvermittler der Erlaubnis durch die zuständige Behörde, dies sind meistens die Gewerbeämter am Ort der Betriebsstätte. Die Erlaubnis erfolgt nach § 34c Abs. 1 Nr. 2 der Gewerbeordnung, die gesetzliche Bezeichnung ist Darlehensvermittler. Eine Erlaubnis wird nur erteilt, wenn der Antragsteller die für einen Gewerbebetrieb dieser Art erforderliche Zuverlässigkeit besitzt und geordnete Vermögensverhältnisse vorweisen kann (§ 34c Abs. 2 GewO). Gewerblich bedeutet, dass der Kreditvermittler einen nach Art und Umfang kaufmännisch eingerichteten Geschäftsbetrieb für eine dauerhafte, selbständige Tätigkeit mit Gewinnerzielungsabsicht nachweisen muss.
Damit gelten für Kreditvermittler die gesetzlichen Bestimmungen für Makler und einige Sonderbestimmungen. Der Kreditvermittler darf nach § 655a BGB nur dann einem Verbraucher einen Verbraucherdarlehensvertrag entgeltlich vermitteln, wenn der Vertrag in Schriftform verfasst ist und die gesamte Vergütung in Prozent des Darlehensbetrages angegeben wird (§ 655b BGB). Der Verbraucher ist zur Zahlung der Vergütung an den Kreditvermittler erst dann verpflichtet, wenn das Darlehen ausgezahlt worden (§ 655c BGB) und ein Widerruf durch den Verbraucher (§ 495 BGB) nicht mehr möglich ist. Weitere Entgelte, außer den effektiv entstandenen Auslagen, dürfen nicht verlangt werden (§ 655d BGB). Danach sind pauschal berechnete Auslagen, ohne dass sie im Einzelnen nachgewiesen wurden, unzulässig. Zudem hat der Vermittler die in Art. 247 § 13 EGBGB genannten vorvertraglichen Informationspflichten einzuhalten. Ein Kreditvermittlungsvertrag, der den Anforderungen – insbesondere dem Schriftformerfordernis – nicht genügt, ist nichtig (§ 655b Abs. 2 BGB). Diese Bestimmung schränkt die allgemeinen Vorschriften über den Aufwendungsersatz von Maklern nach § 652 Abs. 2 BGB zugunsten der Verbraucher ein. Diese Vorschriften sind insgesamt nicht abdingbar; von ihnen darf also im konkreten Einzelfall nicht abgewichen werden (§ 655e BGB). Geschützt werden lediglich Verbraucher, nicht jedoch Unternehmen und Selbständige, die den Kredit für ihren Geschäftsbetrieb verwenden wollen. Weitere Voraussetzung ist, dass der Kreditvermittler als Unternehmer im Sinne des § 14 BGB tätig ist.
Diese Vorschriften dienen insbesondere der Transparenz, sollen den Verbraucher vor Übereilung schützen und die Vergütung auf wenige, nachprüfbare Gebührenarten einschränken. Darüber hinaus genießt der Verbraucher noch weiter gehenden Schutz. Sollte der Kreditvermittlungsvertrag in einer besonderen Vertriebsform zustande gekommen sein (etwa im Fernabsatz oder bei einem Hausbesuch), stehen dem Verbraucher die Widerrufsrechte nach den §§ 312, 312b BGB zur Verfügung. Einer arglistigen Täuschung durch den Kreditvermittler kann der Verbraucher durch Anfechtung seiner Willenserklärung begegnen (§ 123 BGB). Täuschung ist jedes Verhalten des Kreditvermittlers, das objektiv irreführt oder einen Irrtum unterhält und damit auf die Vorstellung des Kreditbewerbers einwirkt. Die Ausnutzung der geschäftlichen Unerfahrenheit eines Verbrauchers kann nach § 138 Abs. 2 BGB sittenwidrig und damit nichtig sein.

### Vermittlungstätigkeit
Kreditvermittler gewähren also nicht selbst Kredite, sondern vermitteln Kreditgeber wie etwa Kreditinstitute. Der Kreditsuchende schließt deshalb zwei Verträge, nämlich den Darlehensvermittlungsvertrag mit dem Kreditvermittler und den Kreditvertrag mit dem Kreditinstitut. Die Kreditvermittlung ist erst dann erfolgreich, wenn es zur Auszahlung des Kredits gekommen ist und der Kreditnehmer keine Widerrufsmöglichkeiten nach § 495 BGB mehr besitzt. Erst dann sind die Vergütungen des Kreditvermittlers fällig. Jede Art von Vorabvergütung, die vor einer Auszahlung des Kredits fällig sein soll, ist gesetzlich verboten. Die Zahlung der Provision nach der erfolgreichen Kreditvermittlung ist entweder direkt an den Kreditvermittler zu entrichten oder wird im Kreditvertrag berücksichtigt (so genanntes „packing“).

### Vermittlungsprovision
Regelmäßig vereinbart der Kreditvermittler für die erfolgreiche Vermittlung eines Kredites mit dem Kreditgeber eine Vermittlungsprovision. Für den Verbraucher fällt keine unmittelbare zusätzliche Gebühr für die Tätigkeit des Kreditvermittlers an, entsprechende Kosten, die der Bank durch die Vermittlung entstehen, werden allerdings üblicherweise über den Gesamtpreis umgerechnet.
Für den seltenen Fall, dass der Verbraucher diese (oder eine zusätzliche) Vermittlungsprovision zahlen soll, ist die Art der Vergütung gesetzlich normiert. Neben der Vergütung für die eigentliche Vermittlung dürfen gegenüber dem Verbraucher lediglich entstandene Auslagen verlangt werden (§ 655d BGB). So sind Kontaktaufnahmen über Telefonmehrwertdienstnummern (also 0190 oder 0900) nicht statthaft, da hierbei Gebühren entstehen, unabhängig davon, ob später ein Kreditvermittlungsvertrag zustande kommt.
Falls kein Kredit vermittelt werden konnte oder der Vermittlungsvertrag nichtig war, entsteht kein Anspruch auf Provision.

### Geschichte
Bis Ende der 1990er lag der Schwerpunkt der Tätigkeit von Kreditvermittlern in Deutschland auf der Beschaffung von Ratenkrediten für Privatkunden mit schlechterer Bonität. Diese erhoben häufig die Kreditprovision vom Kreditnehmer. Nur wenige Anbieter hatten sich Nischen für z. B. gewerbliche Kreditnehmer oder Bauträgerfinanzierungen erschlossen.
Eine wesentliche Ausnahme war der Vertrieb der Hypothekenbanken. Diese verfügen traditionell nur über einen kleinen Anteil des Direktgeschäftes. Der größere Teil des Vertriebs bezüglich der Baufinanzierungen erfolgte über konzern- oder gruppeneigene Geschäftsbanken und andere Vertriebspartner, die bezüglich des Erstrangdarlehens als Kreditvermittler auftraten.
Mit dem Verbraucherkreditgesetz von 1990 wurden konkrete gesetzliche Regeln bezüglich der Kreditvermittlung an Verbraucher getroffen. Diese Regelungen in den §§15–17 VerbrKrG wurden 2002 in das BGB übernommen.
Mit der Entwicklung des Internets als Massenmedium entstand eine neue Gruppe von Kreditvermittlern, die das „Social Lending“ betreiben. Kreditsuchende und private Kreditgeber treffen sich auf Internetplattformen wie der US-amerikanischen „Prosper“ oder der deutschen „Money4Friends“ (inzwischen eingestellt), weil die Zahl frustrierter Bankkunden wachse. 2016 hatten sich neben Lending-Plattformen, die sich auf die Vermittlung von Krediten zwischen Privatpersonen konzentrieren (Auxmoney, Lendico, Smava) auch solche speziell für Unternehmenskredite etabliert (Invesdor (ehemals kapilendo), Funding Circle). Zu den drei größten Plattformen, die Privatkredite in Deutschland online vermitteln, gehören Check24, Auxmoney und Smava.
Einige Plattformen haben sich auf die Beschaffung günstiger Kredite für Bauherren bzw. Hauskäufer spezialisiert. Diese dominieren das heutige Bild von Kreditvermittlern. Durch den Großeinkauf von Krediten bei Banken und die Übernahme von Kundenberatungsaufgaben generieren diese Preisvorteile. Die Kreditprovision wird bei diesen neuen Anbietern vom Kreditinstitut gezahlt. Auch bei den Internet-Kreditvermittlern ist der Anteil der unseriösen sehr hoch.
Die größten Kreditvermittler in Deutschland sind Interhyp, die Deutsche Vermögensberatung, Dr. Klein & Co., MLP sowie Swiss Life Select (vormals AWD).

## Kreditvermittlung in Österreich
In Österreich ist die Kreditvermittlung an Verbraucher im Maklergesetz geregelt. Danach ist ein Personalkreditvermittler wer gewerbsmäßig für Kreditinstitute Kreditgeschäfte
im Sinn des § 1 Abs. 1 Z 3 des Bankwesengesetzes (BWG), vermittelt, die nicht durch Hypotheken abgesichert sind. Der Vermittlungsvertrag bedarf der Schriftform und muss eine Reihe von Mindestangaben enthalten. Dies sind die Mindestangaben für Verbraucherkredite und die Angabe der (Höchst-)Vermittlungsprovision. Der Vermittlungsvertrag ist auf vier Wochen befristet.

## Kreditvermittlung im Vereinigten Königreich
Im Vereinigten Königreich ist die Kreditvermittlung seit 1974 im Consumer Credit Act 1974 geregelt, der 2006 als Consumer Credit Act 2006 neu gefasst wurde.